# Церква Святої Варвари (Бернбах)
Це́рква Свято́ї Варва́ри (нім. Hundertwasserkirche St. Barbara in Bärnbach) — невелика парафіяльна церква в австрійському університетському містечку Бернбах. Побудована в середині XX століття за планом архітектора Карла Лебволя. Свій сучасний вигляд церква отримала через кілька десятиліть, коли на рубежі 1987/1988 років будівля була повністю перебудована за оригінальним проектом Фрідриха Хундертвассера. В результаті новий барвистий вигляд церкви, з рельєфними колонами, різнобарвною черепицею, вікнами незвичайної форми і зростаючою на карнизах травою, дозволив їй стати головною визначною пам'яткою Бернбаха.
Крім редизайну церкви, Хундертвассер взяв участь у впорядкуванні внутрішнього дворика та прилеглої території, де за його проектом було створено 12 екуменічних арок над входами на територію, що уособлюють основні світові релігії.